# La Otra Esclavitud
La Otra Esclavitud: Historia oculta del esclavismo Indígena es un libro sobre la esclavitud de los Indígenas americanos escrito por el historiador Andrés Reséndez publicado en 2016.Andrés Reséndez estudió en el Colegio de México y la Universidad de Chicago y es profesor de historia en la Universidad de California.
El libro explora la historia de la esclavitud de los Indígenas americanos en las Américas. El libro argumenta que la esclavitud de los Indígenas americanos ha sido históricamente ignorada o marginada.
El autor documenta la esclavitud de Indígenas americanos, incluyendo el trabajo forzado, la explotación infantil, la explotación sexual y la violencia, y compara el trato de los esclavos Indígenas con las experiencias de los africanos esclavizados.

## Resumen
Andrés Reséndez sostiene que la esclavitud fue uno de los principales factores que provocaron la caída de la población Indígena de América del Norte. En su libro, Reséndez llama a la esclavitud Indígena "La Otra Esclavitud", que precedió e incluso continuó después de la abolición de la trata de esclavos africanos hasta el siglo XX. El autor cuestiona el rol preponderante de la enfermedad que da la historia a la caída poblacional.  Por ejemplo, afirma que no hay registro histórico de propagación de enfermedades en el llamado Nuevo Mundo hasta unos 26 años después de la llegada de los europeos.  También señala que muchas pestes han decimado poblaciones en otros tiempos y lugares, pero la población se recupera, cosa que no sucedió en las Américas.
El autor escribe que incluso después de que los gobiernos español y luego mexicano y estadounidense prohibieran la esclavitud, aquellos que se beneficiaban de la esclavitud utilizaron marcos legales para evitar su aplicación, como las leyes de vagancia, el arrendamiento de convictos y el peonaje por deudas . En la servidumbre por deudas, los pueblos Indígenas podrían verse obligados a trabajar siempre que se les pagara, sin importar cuán bajos fuera el pago. Además, la corona de España permitió la esclavitud de los pueblos Indígenas acusados de canibalismo, los capturados en "guerras justas" y los capturados por otros grupos Indígenas.
El trabajo de los hombres Indígenas fue forzado, por ejemplo, en minas y plantaciones, y en el caso de las mujeres y niños Indígenas como sirvientes domésticos. Los niños Indígenas fueron obligados a participar en "internados laborales", produciendo así mano de obra gratuita. Se utilizaron mecanismos de explotación económica y privación de la libertad para producir trabajos forzados como sucedió en repartimientos (trabajo simbólicamente remunerado pero obligatorio), encomiendas (obligados a pagar un tributo a los colonos europeos), misiones españolas y haciendas (donde los peones "pertenecen" a una hacienda eran parte del precio de la misma).
El autor destaca que “primera aventura comercial de Cristóbal Colón en el Nuevo Mundo consistió en enviar cuatro carabelas cargadas al máximo con 550 nativos de regreso a Europa, para ser subastadas en los mercados del Mediterráneo”. El español Hernán Cortés fue el mayor propietario de esclavos en México en su momento. Algunos de los gobernadores mexicanos y estadounidenses eran propietarios o comerciantes de esclavos. El autor aborda el caso del gobernador territorial Luis Carvajal y de la Cueva que trató esclavos en África y luego las Américas. La rebelión de los indios de Nuevo México de 1680 fue causada por la resistencia Indígena a la esclavitud generalizada de los pueblos Indígenas de todo Nuevo México para exportar a las grandes minas de plata de México. Incluso los ciudadanos podían arrestar a los  Indígenas y, una vez criminalizados, eran obligados a trabajar de 5 a 20 años y vendidos en subastas de esclavos  No aceptar la religión cristiana y la autodefensa era legalmente un delito para los pueblos Indígenas.
El autor señala que las indicaciones de esclavitud son las siguientes: a) desplazamiento forzado, b) falta de libertad de movimiento o captividad, c) violencia o amenaza de violencia en caso de no obedecer, d) impago o pago simbólico por el trabajo. 
El libro entonces describe esta esclavitud que se practicó a lo largo de cuatro siglos, cuenta historias de esclavitud que afectó a entre 2,5 y 5 millones de Indígenas. Reséndez utiliza como fuentes primarias los registros escritos realizados por los mismos perpetradores, los dueños y traficantes de esclavos.

## Reconocimiento
La Otra Esclavitud fue finalista de los Premios Nacionales de Libros (National Book Awards) en 2016 por en la categoría de no ficción. Reséndez ganó el Premio Bancroft 2017 en Historia y Diplomacia de Estados Unidos por La Otra Esclavitud.

## Reseñas
- Sanchez, C., «“The Other Slavery: The Uncovered Story of Indian Enslavement in America” by Andrés Reséndez», The Santa Fe New Mexican, 2016, consultado el 22 de febrero de 2023.
- Treuer, D., «Review: The new book “The Other Slavery” will make you rethink American history», The Los Angeles Times, 2016, consultado el 21 de febrero de 2023.
- Valentine, G., «Horrors Pile Up Quietly In “The Other Slavery”», NPR, 2016, consultado el 21 de febrero de 2023.

Publicaciones académicas
- Fountain, S. M. (2017). «Reviewed work: The Other Slavery: The Uncovered Story of Indian Enslavement in America, by Andrés Reséndez». Oregon Historical Quarterly 118 (4): 637. doi:10.5403/oregonhistq.118.4.0637.
- Maass, J. R. (2019). «Reviewed work: The Other Slavery: The Uncovered Story of Indian Enslavement in America, Andrés Reséndez». The North Carolina Historical Review 96 (1): 110-111.
- O'Brien, G. (2017). «Reviewed work: The Other Slavery: The Uncovered Story of Indian Enslavement in America, Andrés Reséndez». The Journal of American History 104 (1): 169-170. doi:10.1093/jahist/jax019.
- Payne, M. P. (2020). «Reviewed work: The Other Slavery: The Uncovered Story of Indian Enslavement in America, Andrés Reséndez». Anglican and Episcopal History 89 (3): 354-355.
- Waite, K. (2017). «Reviewed work: The Other Slavery: The Uncovered Story of Indian Enslavement in America, Reséndez Andrés». Journal of the Civil War Era 7 (3): 473-476. doi:10.1353/cwe.2017.0066.

## Lectura recomendada
- Brooks, James F., Cautivos y primos: esclavitud, parentesco y comunidad en las fronteras del sudoeste (University of North Carolina Press, 2002)
- Gallay, Allan, El tráfico de esclavos Indígenas: el surgimiento del imperio Inglés en el sur americano, 1670-1717 (Yale University Press, 2002)

## Cita
- The Other Slavery: The Uncovered Story of Indian Enslavement in America (First edición). Houghton Mifflin Harcourt. 2016. ISBN 978-0-547-64098-3.